# Luakapa
Luakapa (auch: Lua Kaba) ist eine unbewohnte Insel in der tonganischen Inselgruppe Vavaʻu.

## Geographie
Luakapa bildet den Nordrand der Bucht, in welcher die Inseln ʻOto und Aʻa liegen. Luakapa ist dabei, wie der Name schon andeutet, selbst ein Ausläufer der Insel Kapa im Zentrum von Vavaʻu.

## Klima
Das Klima ist tropisch heiß, wird jedoch von ständig wehenden Winden gemäßigt. Ebenso wie die anderen Inseln der Vavaʻu-Gruppe wird Luakapa gelegentlich von Zyklonen heimgesucht.